# Айта-Маре (комуна)
Айта-Маре (рум. Aita Mare) — комуна у повіті Ковасна в Румунії. До складу комуни входять такі села (дані про населення за 2002 рік):
- Айта-Маре (939 осіб) — адміністративний центр комуни
- Айта-Медіє (832 особи)

Комуна розташована на відстані 175 км на північ від Бухареста, 20 км на північний захід від Сфинту-Георге, 35 км на північ від Брашова.

## Населення
За даними перепису населення 2002 року у комуні проживала 1771 особа.
Національний склад населення комуни:
| Національність | Кількість осіб | Відсоток |
| -------------- | -------------- | -------- |
| угорці         | 1598           | 90,2%    |
| румуни         | 168            | 9,5%     |
| цигани         | 4              | 0,2%     |
| німці          | 1              | 0,1%     |

Рідною мовою назвали:
| Мова      | Кількість осіб | Відсоток |
| --------- | -------------- | -------- |
| угорська  | 1629           | 92,0%    |
| румунська | 140            | 7,9%     |
| німецька  | 2              | 0,1%     |

Склад населення комуни за віросповіданням:
| Релігія                                       | Кількість осіб | Відсоток |
| --------------------------------------------- | -------------- | -------- |
| реформати                                     | 941            | 53,1%    |
| унітарії                                      | 498            | 28,1%    |
| православні                                   | 169            | 9,5%     |
| римо-католики                                 | 131            | 7,4%     |
| лютерани (Синодально-пресвітеріанська церква) | 19             | 1,1%     |
| п'ятдесятники                                 | 6              | 0,3%     |
| не релігійні                                  | 3              | 0,2%     |
| греко-католики                                | 2              | 0,1%     |